# 埃及武裝力量
埃及武裝力量（阿拉伯语：‎）是埃及阿拉伯共和國的軍隊，由陸軍、海軍、空軍和防空軍四軍種所組成，截至2015年有常備軍468,500人、後備役800,000人、4,624輛戰車、1,107架飛機和245艘軍艦，被認為是阿拉伯世界中規模最大、實力最強的軍隊，世界軍力排名網「全球火力」於2013年將埃及的軍事力量排名為全球第14位、2014年第13位、2015年則為第18位，並在中東國家中僅次於土耳其和以色列位居第三。
埃及各軍區、機關、部隊受國防部長領導的國防部所指揮，現任埃及國防部長為西德基·蘇卜希上將，其副手為總參謀長馬哈茂德·赫加吉中將，埃及總統則擁有埃及憲法所賦予的武裝力量最高統帥地位。埃及軍隊是世界上最古老的一支軍隊，可追溯回公元3200年前古埃及第一位將埃及統一的美尼斯王時期，並歷經了法老時代、托勒密王朝、羅馬、伊斯蘭時代與近現代，現代埃及軍的雛型則起於贾迈勒·阿卜杜-纳赛尔於1967年對進行現代化的改革。
埃及軍方與本國政治關係極深，亦時常加以干預，自1952年推翻法魯克一世的君主政體以來，一直居於權力核心地位，甚至被稱作是「國中之國」，君主體制後所有當選的總統都為軍人出身。在「阿拉伯之春」導致統治埃及30年的總統穆罕默德·胡斯尼·穆巴拉克被迫下台後，隔年穆罕默德·穆爾西上台，但隨即又於2013年由陸軍元帥阿卜杜勒-法塔赫·塞西領導的「武装部队最高委员会」發動政變加以推翻，塞西本人後於2014年5月當選總統。

## 陸軍

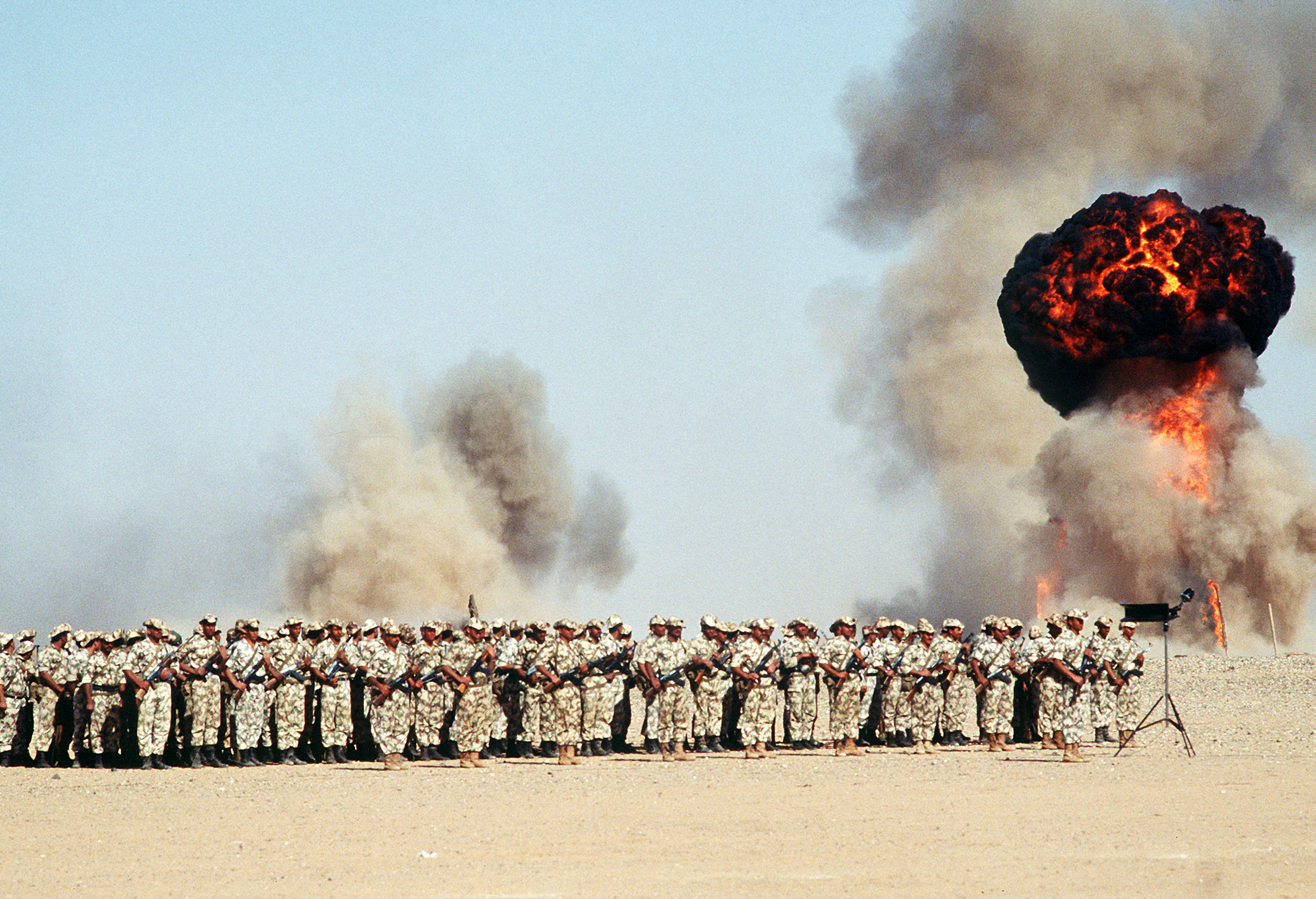
「沙漠之盾行動」中的埃及陸軍列隊。

埃及實際上並未有名為「陸軍」的組織，而是以編制稱呼，「陸軍」僅是形容其地面部隊的非正式稱呼，目前其陸軍共分作六大單位：第二野戰軍團、第三野戰軍團、中部方面軍、北部方面軍、南部方面軍和西部方面軍。陸軍是埃及軍隊中規模最大的軍種，約47萬現役和80萬的預備役軍人，是非洲最強大的陸軍。除了方面軍、軍團單位外，埃及陸軍另外管轄了特種作戰的「777部隊」、「999部隊」、「迅雷部隊」、「空降部隊」、海軍特種部隊和快速佈署部隊。
埃軍的裝備早期為從蘇聯進口的制式武器，後逐漸汰換為美式、英式、法式和中式裝備，目前有4,870輛主戰坦克、18,986輛裝甲戰鬥車輛和超過1,000門自行火砲、2,240門火砲、1,469門火箭砲。
埃及陸軍時常與美國、英國、德國、法國和義大利進行大規模的戰爭演習，在1996年9月22日年的「巴德爾演習」中埃及軍便在一天時間內令第二野戰軍團、第三野戰軍團越過蘇伊士運河，並在6小時內轉移全部裝備的60％至西奈半島。在2014年5月10日又進行了更大規模的一次「巴德爾演習」，於27天內動用了軍隊所有裝備，動員規模是1996年演習的兩倍，其演習目的為強調陸海空三軍的作戰效率和作戰準備，確保對本土戰線的防禦。